# Holochlora biloba
Holochlora biloba är en insektsart som beskrevs av Carl Stål 1874. Holochlora biloba ingår i släktet Holochlora och familjen vårtbitare. Inga underarter finns listade i Catalogue of Life.

## Bildgalleri

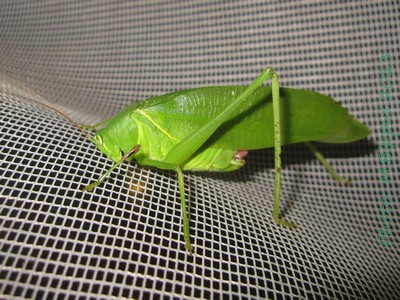